# 피친차산

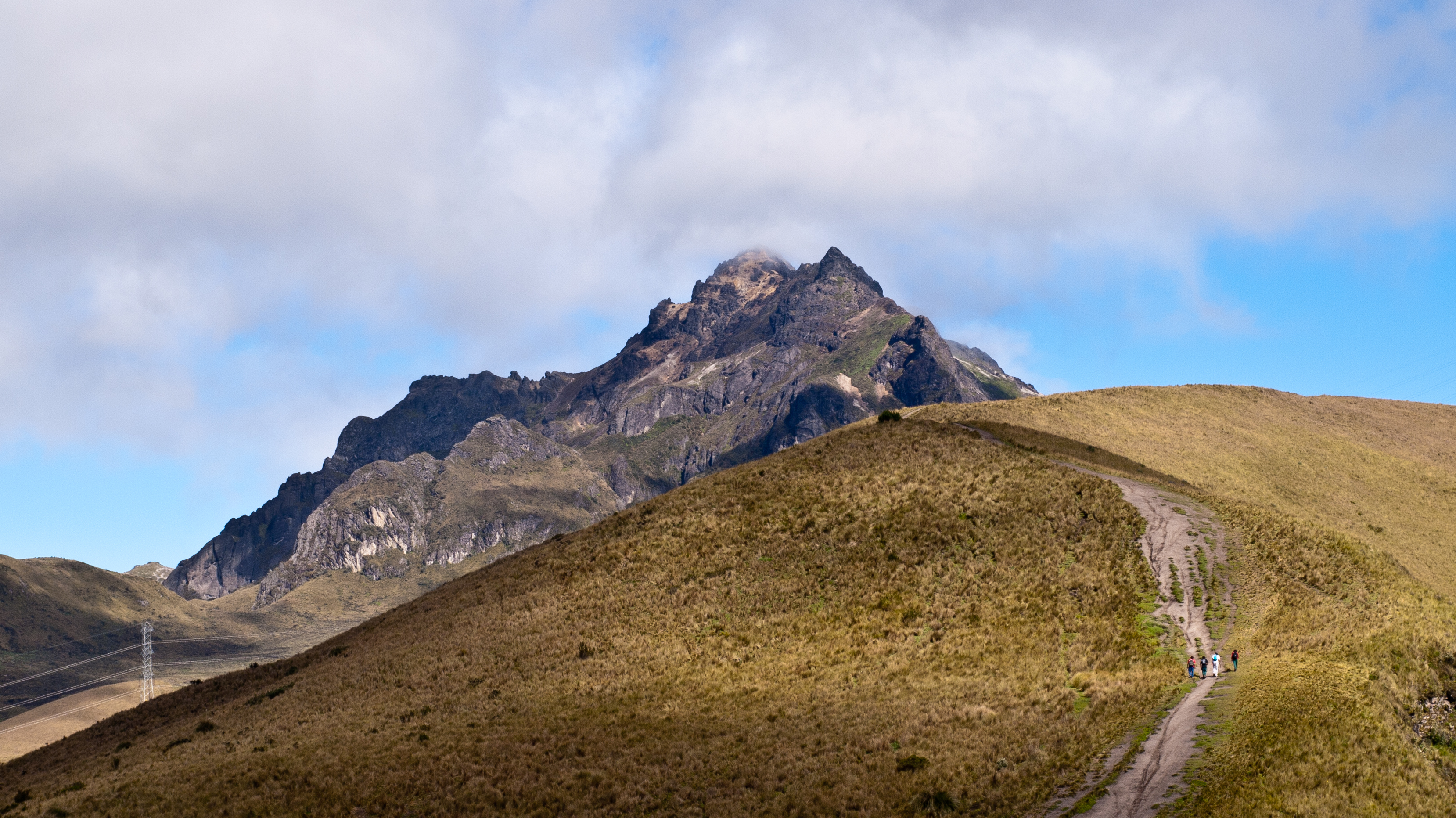

피친차산(Cerro Guagua Pichincha)은 에콰도르의 키토 바로 옆에 자리를 잡고 있는 성층 화산으로, 활화산이다. 이 화산은 화쇄류 때문에 생긴 칼데라가 있으며, 1999년에 분화를 하였다. 화산재가 나왔지만, 그리 크지 않았기 때문에 인명피해는 없었다. 그러나 사람들은 대피하였다. 루쿠 피친차 산이라고도 한다. 안에는 작은 측화산이 있는데, 용암 돔은 아니다.
기생 화산에는 아직도 연기를 내뿜는 푸마롤이 있다.